# Gendarmerie nationale béninoise
 (septembre 2024).
Si vous disposez d'ouvrages ou d'articles de référence ou si vous connaissez des sites web de qualité traitant du thème abordé ici, merci de compléter l'article en donnant les références utiles à sa vérifiabilité et en les liant à la section « Notes et références ».
La gendarmerie nationale béninoise est une ancienne force de sécurité publique militaire au Bénin. Ses missions et son organisation sont calquées sur celles de la gendarmerie nationale française. Mise sur pied au moment de l'indépendance, elle comprenait, en 2007, environ 2 800 gendarmes, sous-officiers et officiers. Le 26 décembre 2017, il est décidé de fusionner les forces de gendarmerie et celles de la police nationale. La police républicaine est créée le 1er décembre 2018.

## Missions
Pendant son existence, ses missions étaient les suivantes :
- compétente sur 90 % du territoire et 81 % de la population, la gendarmerie béninoise exerce des missions de police administrative, de police judiciaire et de police militaire ;
- elle participe aussi à la sécurité de nombreux sites et points sensibles ;
- la gendarmerie nationale béninoise fournit[Quand ?], dans le cadre des missions de maintien de la paix, un contingent d'environ 250 hommes pour la mission de l'Organisation des Nations unies pour la stabilisation en république démocratique du Congo (MONUC) - Opération des Nations unies en Côte d'Ivoire (ONUCI).

## Organisation
Vers 2007, la gendarmerie est divisée en :
- une direction générale de la gendarmerie nationale (DGGN) implantée à Porto-Novo ;
- trois groupements régionaux ;
- un groupement de gendarmerie mobile ;
- un groupement pénitentiaire ;
- un groupement des services ;
- une école nationale de la gendarmerie (ENG) dans laquelle est intégré le centre de perfectionnent de police judiciaire (CPPJ).

La DGGN, le CPPJ et l'ENG disposent de trois conseillers issus de la gendarmerie nationale française. 